# Kōdō
A Kōdō (香道, Caminho do Incenso) é a arte japonesa de apreciar incenso ou cerimónia do incenso, a qual envolve uma conduta e determinados códigos na sua utilização. Kōdō inclui todos os aspectos do processo, desde as ferramentas utilizadas (香道具 kōdōgu), inúmeras das quais incluem a cerimónia do chá que são objetos de arte e atividades recreativas como Kumiko (组香) e Genjiko (源氏香).
A Kōdō é uma das três artes clássicas japonesas de grande refinamento, sendo os outros dois o ikebana e chadō, contudo é relativamente uma atividade relativamente desconhecida atualmente no Japão.

## Tipos de incenso
| Nome                 | Caracteres | País de origem | Essência |
| -------------------- | ---------- | -------------- | -------- |
| Kyara                | 伽羅       | Vietname       | Amargo   |
| Rakoku               | 羅国       | Tailândia      | Doce     |
| Manaka               | 真那伽     | Malaca         | Sem odor |
| Manaban              | 真南蛮     | Malabar, Índia | Salgado  |
| Sasora               | 佐曾羅     | Índia          | Picante  |
| Sumotara / Sumontara | 寸聞多羅   | Indonésia      | Azedo    |